# Egon Gushurst
Egon Gushurst (* 20. Juni 1930 in Baden-Baden; † 22. Februar 2023 in Sinzheim) war ein deutscher Wirtschaftsprüfer und Landespolitiker (CDU).

## Werdegang
Gushurst war von 1978 bis 2002 Präsident des Badischen Genossenschaftsverbandes. Von 1976 bis 1988 war er CDU-Abgeordneter im Landtag von Baden-Württemberg, wo er den Wahlkreis Baden-Baden/Rastatt vertrat.

## Ehrungen
- 1980: Verdienstkreuz am Bande der Bundesrepublik Deutschland
- 1990: Großes Verdienstkreuz der Bundesrepublik Deutschland
- 2002: Ehrenpräsident des Badischen Genossenschaftsverbandes
- 2006: Verdienstmedaille des Landes Baden-Württemberg